# Caso Spinumviva
O caso Spinumviva é um escândalo político em Portugal desencadeado por acusações de eventuais conflitos de interesses por parte do Primeiro-Ministro Luís Montenegro. Em causa estará uma empresa de consultoria da propriedade da família de Montenegro, a Spinumviva, e contratos que terá mantido com a operadora de casinos Solverde, que atua sob concessão do Estado.
A polémica levou à queda do XXIV Governo Constitucional em março de 2025, na sequência da rejeição de uma moção de confiança na Assembleia da República.

## Contexto
A 15 de fevereiro de 2025, o jornal Correio da Manhã noticia que a família do Primeiro-Ministro, Luís Montenegro, é dona de uma empresa de consultoria para negócios e gestão, a Spinumviva, que tem como uma das suas atividades a compra e venda de imóveis; a investigação revela que Montenegro seria beneficiário dos proveitos da empresa, sendo que se levanta ainda a suspeita de haver um potencial conflito de interesses por poder beneficiar da alteração à lei dos solos aprovada pelo Governo. Montenegro confirmaria a existência da empresa, mas negou quaisquer conflitos de interesse por ter vendido a sua quota maioritária à mulher, Carla Montenegro, quando assumiu a presidência do Partido Social Democrata em 2022, antes ainda se ser eleito primeiro-ministro. O partido Chega criticou a ausência de explicações por parte de Montenegro, e apresentou uma moção de censura na Assembleia da República, que foi rejeitada.
Emergiu, mais tarde, que o negócio da venda da quota do primeiro-ministro à mulher seria nulo, porque ambos estariam casados em regime de comunhão de bens adquiridos e a quota de Montenegro é considerada um bem comum do casal, já que a Spinumviva foi criada depois do casamento. Este facto levantou mais questões de possíveis conflitos de interesses, e Montenegro viu-se pressionado a revelar a lista de clientes da empresa, mas rejeitou fazê-lo.
Duas semanas mais tarde, a 28 de fevereiro, o semanário Expresso publicou que a Spinumviva estaria a receber uma avença mensal de 4500 euros por parte de um dos seus principais clientes, a Solverde, sociedade que gere casinos; os pagamentos terão começado em 2021 e teriam continuado até àquela data, com Montenegro já como chefe do governo. Na sequência desta investigação, a Spinumviva divulgou a lista de clientes, atividades e trabalhadores. Os partidos da oposição exigiram explicações, o Chega pediu a demissão do primeiro-ministro. No mesmo dia, Luís Montenegro anuncia uma reunião de emergência do Conselho de Ministros para "analisar a sua situação política e pessoal", após a qual anunciou que submeteria uma moção de confiança à Assembleia da República caso a oposição não "validasse" o seu governo. Após estas declarações, o Partido Comunista Português anunciou que iria apresentar uma moção de censura ao governo, mas o Partido Socialista que lidera a oposição posicionou-se contra a moção. Poucos dias mais tarde, o Ministério Público anunciou estar a analisar uma denúncia anónima contra Montenegro e a empresa da família e o Partido Socialista pediu uma comissão parlamentar de inquérito ao caso. A 5 de março, a moção de censura do Partido Comunista Português foi rejeitada com 88 votos contra, 14 a favor, e 126 abstenções, mas Luís Montenegro anuncia que o governo irá submeter à votação do parlamento uma moção de confiança, que ficou agendada para 11 de março.

#### Queda do governo
A 11 de março de 2025, o governo de Montenegro foi demitido ao ver a moção de confiança que apresentou ser rejeitada na Assembleia da República, com 137 votos contra e 87 a favor. O debate da moção de confiança foi marcado por fortes trocas de acusações e tentativas de imputação de culpa entre o Governo e a oposição, especialmente com o PS, após várias recusas durante o debate de propostas do governo de retirar a moção de confiança e a realização de uma Comissão Parlamentar de Inquérito (CPI) com 15 dias de duração ou, após uma interrupção dos trabalhos por 1 hora, uma nova proposta de uma CPI com duração até 80 dias. O PS manteve a exigência de uma CPI com duração de 90 dias prorrogáveis por iguais períodos, pelo que o Governo manteve a moção de confiança.
No dia imediato à votação, o Presidente da República, Marcelo Rebelo de Sousa auscultou os líderes dos partidos políticos no Palácio de Belém e, a 13 de março, convocou o Conselho de Estado; ainda naquele dia, em declaração ao país, o Presidente da República anuncia formalmente a sua decisão de dissolver a Assembleia da República, terminando a XVI Legislatura, e convocar eleições legislativas antecipadas para o próximo dia 18 de maio.